# Castianeira quadrimaculata
Castianeira quadrimaculata is een spinnensoort uit de familie van de loopspinnen (Corinnidae).
De wetenschappelijke naam van de soort werd in 1934 gepubliceerd door Eduard Reimoser.